# Wang Tao
Wang Tao, född 13 december 1967 i Peking, Kina, är en kinesisk idrottare som tog individuellt OS-silver i bordtennis 1996 i Atlanta. Han har även vunnit två medaljer i dubbel, dels silver 1996 tillsammans med Lu Lin, dels guld 1992 - även detta tillsammans med Lu Lin.